# 현천묵
현천묵(玄天默, ? ~ 1928년)은 한국의 독립운동가이다. 본관은 연주(延州)이며, 함경북도 경성군(鏡城) 출신이다. 대종교인이다.

## 생애
1910년 일제에 의하여 국권이 피탈되자 만주로 망명하여 1912년 북간도지역에 동일학교(東一學校)를 설립하고 청소년들에게 민족의식을 고취시켰다. 1919년 8월 서일(徐一), 김좌진(金佐鎭) 등과 함께 길림성 왕청현 서대파구(吉林省汪淸縣西大波溝)에 군정부를 조직하고 부총재에 선임되어 활동하였다. 1920년 청산리독립전쟁에 참가하여 전쟁을 승리로 이끄는 데 일익을 담당하였으며, 임시정부의 지휘 감독을 받는 간북북부총판부(墾北北部總辦部) 부총판으로서 왕청(汪淸), 혼춘(琿春), 동녕(東寧), 영안(寧安), 목릉(穆稜) 일대를 관장하였다. 1923년 김좌진이 영고탑(寧古塔)에서 독립단 대회를 개최하였을 때 대한독립군정서 대표로 이중장(李仲裝)과 함께 참가하였다.
1925년 김좌진, 김혁(金赫), 나중소(羅仲昭) 등이 북만 녕안현(寧安縣)에서 조직한 신민부(新民府)에 가입하여 사법(司法)기관인 검사원 원장으로서 강규상(姜奎尙), 여호산(廬湖山), 황국민(黃國敏), 강인수(姜寅秀) 등과 함께 활동하였다. 동년 9월 이상룡(李相龍)이 임시정부의 대통령으로 취임하자 그는 이탁(李 ), 김동삼(金東三), 오동진(吳東振), 윤세용(尹世茸), 김좌진 등과 함께 국무원에 임명되었으나 취임하지 않아, 1926년 2월 18일 해직되었으나, 1926년 10월 10일 다시 국무원에 임명되는 등 만주의 무장단체와 임시정부간 독립운동 지휘체계 상 문제점이 노정(露呈)되기도 하였다.
1928년 영안현(寧安縣)에서 병으로 별세하였다.

## 사후
- 그의 죽음에 대종교의 호석(湖石) 강우(姜虞)가 추도문을 지었다.[1]
- 대한민국 정부는 고인의 공훈을 기리기 위하여 1963년 건국훈장 독립장을 추서하였다.

## 참고자료
- 국가보훈처 독립유공자 공훈록